# Prodromus lepidopter Slovenska
Prodromus Lepidoptera Slovenska  je jedna z nejvýznamnějších prací z odboru entomologie – lepidopterologie Slovenska. Publikace byla vydána v roce 1964 v Bratislavě, v nakladatelství Slovenské akademie věd. Autorem knihy je Karel Hrubý (1910-1962), práce byla vydána až po jeho smrti. 
V tomto díle je sepsán seznam všech v té době známých lokalit všech registrovaných druhů motýlů z území Slovenska.
V práci je uveden seznam literatury (bibliografie), kde jsou záznamy o motýlí fauně Slovenska v dosavadní historii jejího výzkumu, které měl autor k dispozici. Je zde uveden seznam 2688 druhů motýlů, které byly z území Slovenska známy. Autor zde uvádí jejich obecnou charakteristiku, latinský název druhu, rok popisu, jméno autora, který uvedený druh popsal, jakož i synonyma. Je zde uvedená doba výskytu larvy (housenky) a imaga a hlavní živné rostliny larvy daného druhu. V závěru knihy je rejstřík autorů, rodů i druhů. 
Práce má 962 stran, vyšla v nákladu 1000 výtisků. Kniha má tři doplňky, které vyšly v pozdějších letech a byly jimi v té době aktualizovány seznamy lokalit výskytu druhů motýlů na území Slovenska.